# Saint-Nazaire-sur-Charente
Saint-Nazaire-sur-Charente település Franciaországban, Charente-Maritime megyében. Lakosainak száma 1214 fő (2022. január 1.). Saint-Nazaire-sur-Charente Moëze, Rochefort, Saint-Froult, Saint-Laurent-de-la-Prée, Soubise, Vergeroux és Port-des-Barques községekkel határos.

## Népesség
A település népessége az elmúlt években az alábbi módon változott:
| Lakosok száma | 770  | 855  | 834  | 1023 | 1186 | 1183 | 1186 | 1201 | 1205 | 1214 |
|               | 1968 | 1982 | 1990 | 2006 | 2013 | 2015 | 2017 | 2019 | 2020 | 2022 |